# Centralne Towarzystwo Rolnicze

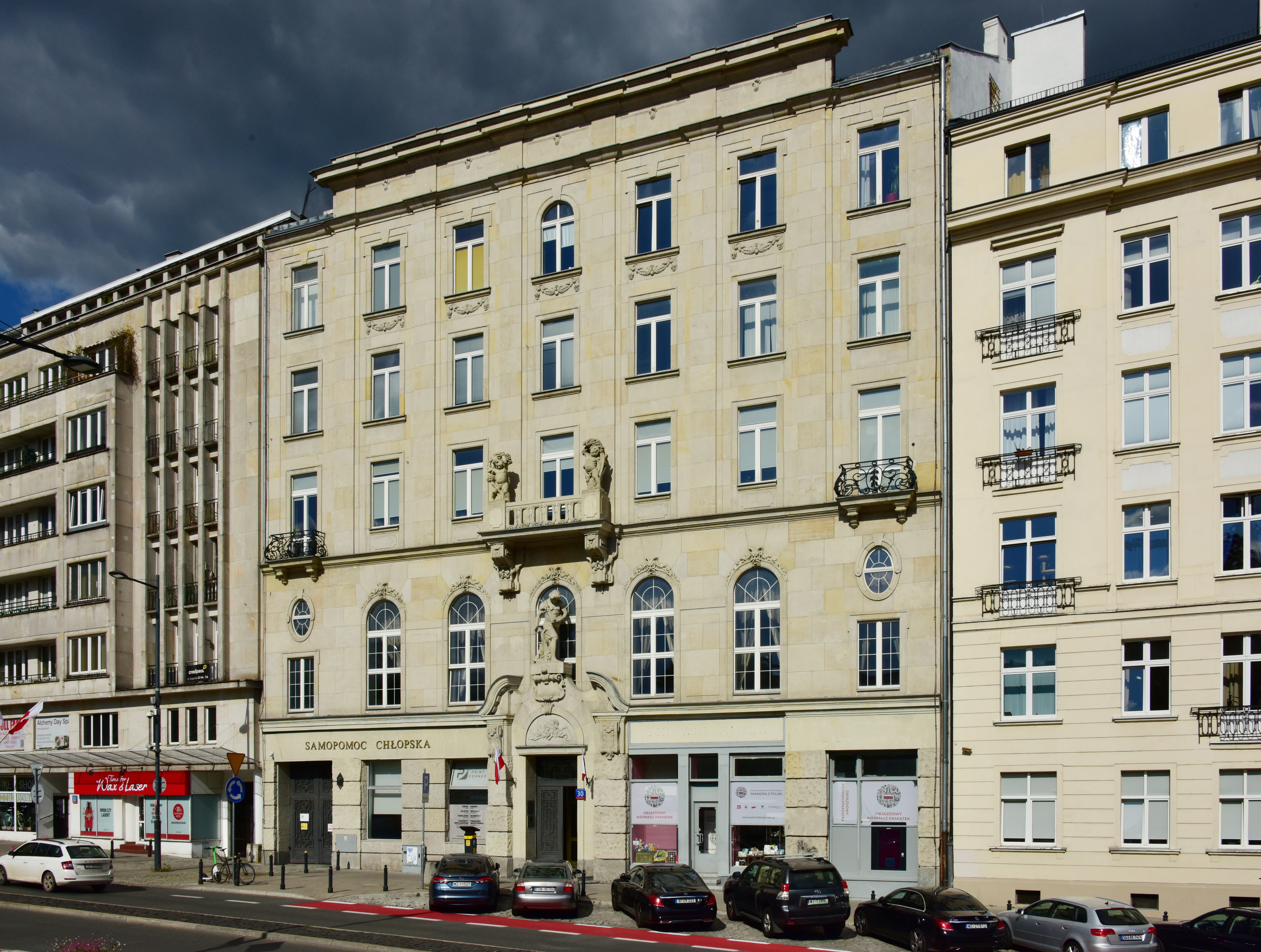
Budynek Centralnego Towarzystwa Rolniczego w Warszawie wzniesiony w latach 1911–1912 przy ul. Kopernika 30 według projektu Czesława Przybylskiego przy współpracy Alfonsa Graviera

Centralne Towarzystwo Rolnicze (CTR) – organizacja rolnicza założona w 1907, działająca na terenie Królestwa Polskiego, po 1918 – na terenie 9 województw (także województw wschodnich). 

## Historia
W latach 1899–1906 powstawały regionalne towarzystwa rolnicze, które uzyskały status gubernialnych towarzystw rolniczych z oddziałami handlowymi – syndykatami. 
CTR składało się z wielu wydziałów (rolny, hodowlany, mleczarski, leśny, rybacki, społeczno-ekonomiczny, doświadczalno-naukowy, w tym Wydział Kółek Rolniczych). Oficjalnym organem była Gazeta Rolnicza, od 1908 także Przewodnik Kółek i Spółek Rolniczych. Po 1918 oficjalnym organem stała się Gazeta Gospodarska. CTR związane było z ruchem narodowodemokratycznym, o dominujących wpływach ziemiaństwa. W 1929 wraz z Centralnym Związkiem Kółek Rolniczych weszło w skład Centralnego Towarzystwa Organizacji i Kółek Rolniczych.
Działacze i organizatorzy: Stanisław Chełchowski (wybrany prezesem na kilka dni przed śmiercią w marcu 1927), Seweryn Czetwertyński, Władysław Grabski, Marian Kiniorski, Kazimierz Rogoyski, Adam Dziedzicki, Zdzisław Czałbowski, Marian Lutosławski, Stanisław Dzierzbicki i Stefan Rosiński.